# Ferdinand Fabre

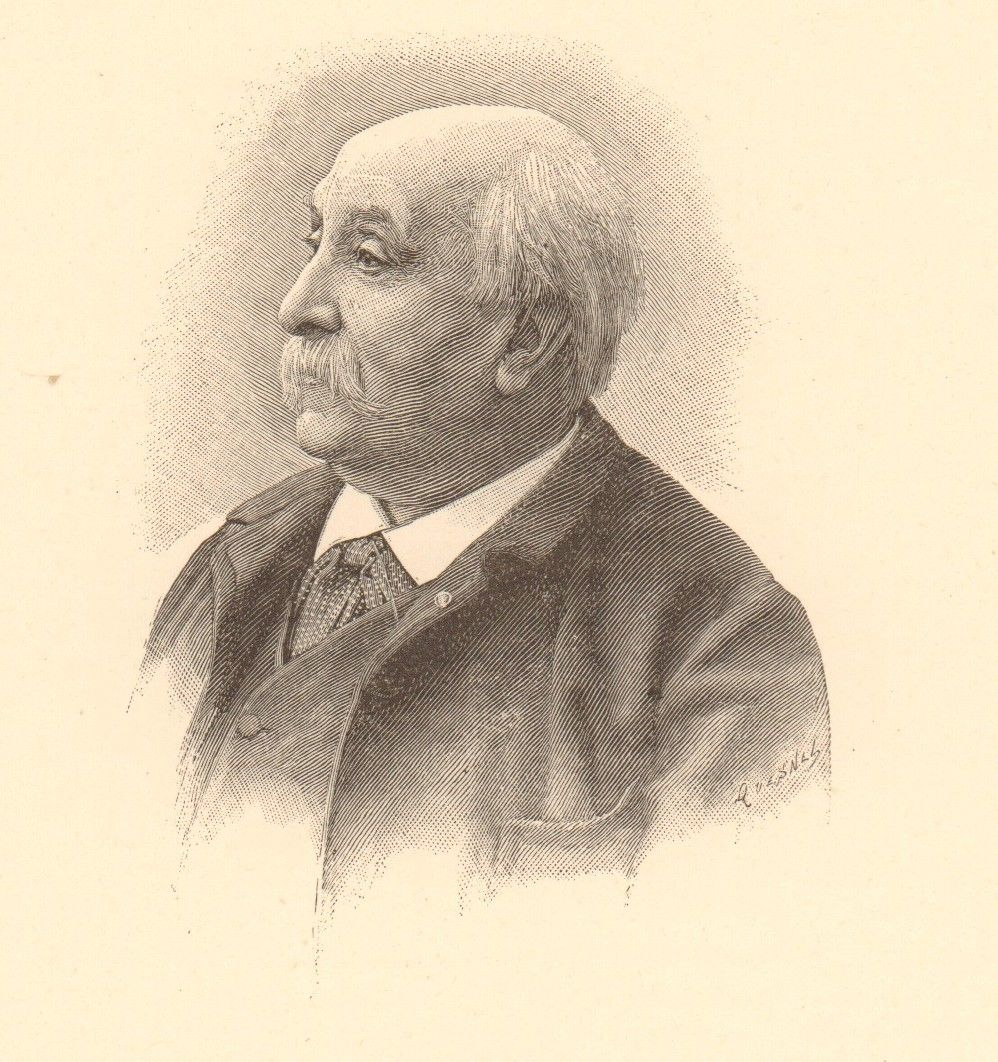
Ferdinand Fabre

Ferdinand Fabre (* 9. Juni 1827 in Bédarieux; † 11. Februar 1895 in Paris) war ein französischer Schriftsteller.

## Leben und Werk

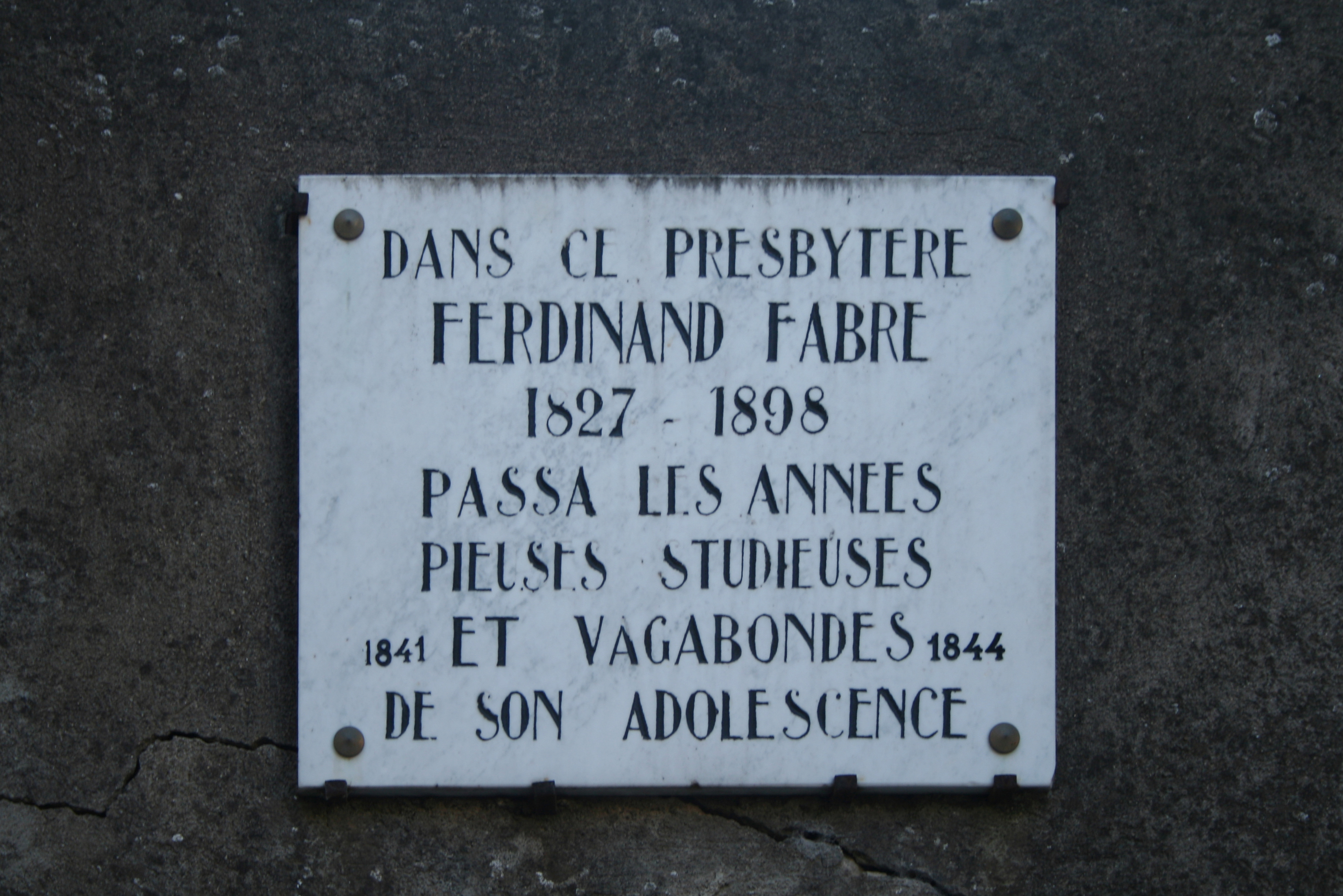
Erinnerungstafel für Ferdinand Fabre in Camplong

Ferdinand Fabre wuchs in Camplong unter der Obhut seines Onkels auf, der dort katholischer Pfarrer war. Er besuchte das Priesterseminar in Montpellier, brach aber das Theologiestudium ab und ging nach Paris, wo er sich Jules Vallès, Alphonse Daudet und Hector Malot zu Freunden machte. Nach dichterischen Anfängen begann er 1862 eine Serie von Romanen, die seine Heimat zum Schauplatz und überwiegend Kleriker als Hauptpersonen hatte. Seinen Zeitgenossen galt er als der Balzac der Priesterfiguren. Am bekanntesten wurde der Roman über den ehrgeizigen Abbé Tigrane (mit Anspielung an das Tigerhafte seines Charakters), der auch ins Deutsche übersetzt wurde. Winfried Engler hielt den Abbé Jourfier im Roman Lucifer, der „innerlich zerrissen ist zwischen der offiziell geforderten theologischen und der humanistischen Weltsicht“, für seine interessanteste Figur. Im Roman Le Chevrier (= Ziegenhirt) malte Fabre die pastorale Idylle in realistischer Manier. Der Roman Monsieur Jean enthielt am meisten sprachliches Lokalkolorit. Seine Bücher wurden ab 1995 durch die Éditions Lacour-Ollé in Nîmes wieder aufgelegt (18 Titel [2023]), sind aber heute nicht überregional bekannt.

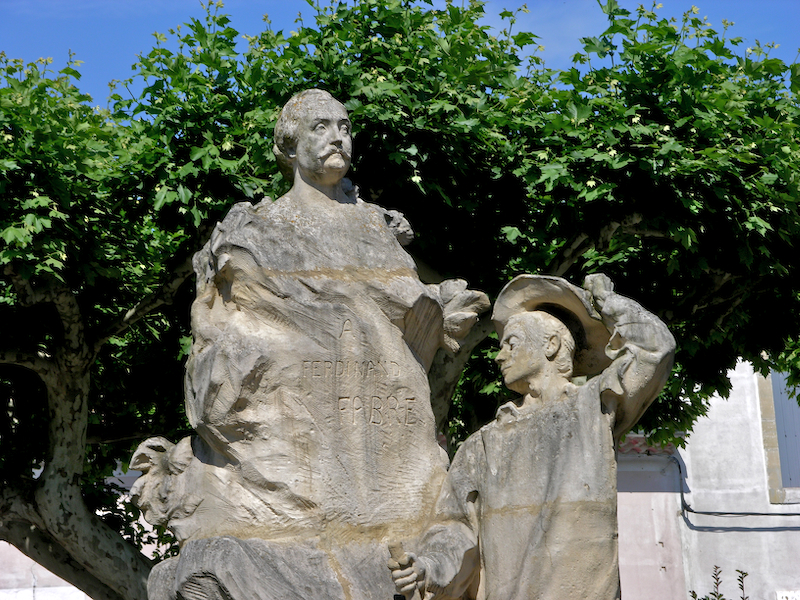
Statue von Ferdinand Fabre durch Jacques Villeneuve in Bédarieux

Bis zu seinem Tod genoss Fabre erhebliches Ansehen. Er war Leiter der Bibliothèque Mazarine und Offizier der Ehrenlegion (1894). Die Aufnahme in die Académie française scheiterte. Im Jardin du Luxembourg und in Bédarieux wurden ihm Statuen errichtet. Straßen in Paris, Montpellier und Bédarieux tragen seinen Namen. In Bédarieux wurde ein Gymnasium nach ihm benannt.

## Werke
- Feuilles de lierre. Charpentier, Paris 1853. Lacour, Nîmes 2022. (Dichtung)
- Les Courbezon. Scènes de la vie cléricale. L. Hachette, Paris 1862. Slatkine, Genf 1980 (Hrsg. Marcel Barral). Lacour, Nîmes 2001.
- Julien Savignac. Scènes de la vie cléricale. L. Hachette, Paris 1863. Slatkine, Genf 1981 (Hrsg. Marcel Barral). Lacour, Nîmes 2004.
- Mademoiselle de Malavieille. L. Hachette, Paris 1865. Lacour, Nîmes 2010.
- Le Chevrier. Scènes de la vie rustique. L. Hachette, Paris 1867. Miroirs, Lille 1992 (Hrsg. Reynald Squadrelli). Lacour, Nîmes 2005.
- Mgr Formose. E. Fasquelle, Paris 1871. C. Lacour, Nîmes 2000.
- Un grand coupable. 1872.
- L’abbé Tigrane. Candidat à la papauté. A. Lemerre, Paris 1873. Lacour, Nîmes 2002.
  - (deutsch) Abbé Tigrane. Ein clericaler Streber. H. Mayer, Köln und Leipzig 1876.
- Barnabé. Dentu, Paris 1873. Lacour, Nîmes 1999. (Kindheit, autobiographisch)
- Le Marquis de Pierrerue. Dentu, Paris 1874 (I. La Rue du Puits-qui-parle. II. Le Carmel de Vaugirard). Lacour, Nîmes 2010.
- La petite mère. 4 Bde. Dentu, Paris 1877. (I. La paroisse du jugement dernier. II. Le calvaire de la baronne Fuster. III. Le combat de la fabrique Bergonnier. IV. L’hospice des Enfants-assistés)
- Le roman d’un peintre. G. Charpentier, Paris 1878. (über Jean-Paul Laurens)
- L’Hospitalière. Drame rustique en cinq journées. G. Charpentier, Paris 1880. Lacour, Nîmes 2015.
- Mon oncle Célestin. Moeurs cléricales. G. Charpentier, Paris 1881. Lacour, Nîmes 2007.
- Le Roi Ramire. G. Charpentier, Paris 1884. Lacour, Nîmes 2018.
- Lucifer. G. Charpentier, Paris 1885. Lacour, Nîmes 2012.
- Monsieur Jean. G. Charpentier, Paris 1886. Lacour, Nîmes 1998.
- Toussaint Galabru. G. Charpentier, Paris 1887. Lacour, Nîmes 1996.
- Oeuvres de Ferdinand Fabre. 4 Bde. A. Lemerre, 1888–1892. (1. L’abbé Tigrane. 1888. 2. Monsieur Jean. 1889. 3. Barnabé. 1895. 4. Le chevrier. 1892)
- Ma vocation. A. Lemerre, Paris 1889.
- Norine. G. Charpentier, Paris 1889.
- L’abbé Roitelet. G. Charpentier, Paris 1890. Lacour, Nîmes 2003.
- Un illuminé. G. Charpentier, Paris 1890.
- Xavière. Boussod, Valadon et Cie, Paris 1890.
- Germy. G. Charpentier und E. Fasquelle, Paris 1891.
- Sylviane. E. Testard, Paris 1892. Lacour, Nîmes 2007.
- Mon ami Gaffarot. A. Collin, Paris 1895. Lacour, Nîmes 1995.
- Taillevent. C. Lévy, Paris 1895. Fasquelle, Paris 1897. Lacour, Nîmes 1999.
- Ma jeunesse. Mon cas littéraire. Mgr Fulgence. E. Fasquelle, Paris 1903.